# Авл Постумий Альбин (легат в Союзническую войну)
Авл Посту́мий Альби́н (лат. Aulus Postumius Albinus; умер в 89 году до н. э.) — римский полководец, легат во время Союзнической войны.
Происходил из патрицианского рода Постумиев. Во время Союзнической войны командовал флотом в должности легата. В 89 году до н. э. был убит своими солдатами. Позднее другой легат, Луций Корнелий Сулла, принял его солдат в свою армию. Сулла не стал их наказывать, но говорил, что эти люди будут искупать свою вину храбростью в боях.